# Karl-Eric Norrby
Karl-Eric Norrby, född 20 september 1922 i Gunnarskogs församling i Värmlands län, död där 17 maj 1983, var en svensk lantbrukare och centerpartistisk riksdagspolitiker.
Norrby var riksdagsledamot från mandatperioden 1971–1973 fram till sin död 1983, invald i Värmlands läns valkrets. I riksdagen var han 1981–1983 ledamot av  Kulturutskottet i vilket han var vice ordförande 1981–1982. Han var lantbrukare till yrket.